# 珠流河国造
珠流河国造（するがのくにみやつこ・するがこくぞう）は、珠流河国（律令制の駿河国東部）を支配した国造。駿河国造とも。

## 概要

### 祖先
- 『先代旧事本紀』「国造本紀」によると、物部連の祖・大新川命の子の片堅石命が成務天皇朝に国造に任じられたという。
- 『先代旧事本紀』「天孫本紀」によると、十市根大連の子で物部胆咋宿祢の弟の、物部片堅石連公が駿河国造の祖という。なお十千根と大新川命は兄弟である。

### 氏族
金刺氏（かなざしうじ）。氏名の由来は欽明天皇の皇居磯城嶋金刺宮（奈良県桜井市）で、同天皇の舎人を出したことに由来する。ただし同じ金刺舎人姓でも科野国造後裔とは別族。

## 本拠
国造の本拠は駿河国駿河郡を中心したと考えられる。

### 支配領域
国造の支配領域は当時珠流河国と呼ばれていた地域で、後の駿河国にあたる。現在の狩野川周辺から富士川の間である静岡県富士宮市・富士市・沼津市・御殿場市・裾野市・清水町・長泉町・小山町にあたる。

## 氏神
不明。候補としては駿河国の一宮である富士山本宮浅間大社や富知六所浅間神社、桃澤神社(長泉町または沼津市)。

### 墓
- 高尾山古墳（たかおやまこふん）
静岡県沼津市にある全長62mの前方後方墳で、3世紀中期または4世紀中期の築造とされる。その立地や築造時期から国造祖の大新川命の墓と考えられる[1]。
- 浅間古墳（せんげんこふん）
静岡県富士市にある全長100mの前方後方墳で、4世紀末から5世紀初頭の築造と見られているが、前後に築造された古墳との関係から、4世紀後期の築造とも考えられる。
- 東坂古墳（ひがしざかこふん）
静岡県沼津市にある前方後円墳で、5世紀初頭の築造とされる。
- 神明塚古墳（しんめいづかこふん）
静岡県沼津市にある全長53mの前方後円墳。
- 庚申塚古墳（こうしんづかこふん）
静岡県富士市にある全長40mの双方中方墳で、5世紀末から6世紀初頭の築造とされる。
- 山ノ神古墳（やまのかみこふん）
静岡県富士市にある全長41mの前方後円墳で、6世紀前半の築造とされる。
- 長塚古墳（ながつかこふん）
静岡県沼津市にある全長54mの前方後円墳で、6世紀前半の築造とされる。
- 子ノ神古墳（ねのかみこふん）
静岡県沼津市にある全長46mの前方後円墳。

## 子孫
- 金刺舎人麻自（かなざしとねりのまじ）
奈良時代の豪族。従六位下。